# Pelophila
Pelophila is een geslacht van kevers uit de familie van de loopkevers (Carabidae). De wetenschappelijke naam van het geslacht is voor het eerst geldig gepubliceerd in 1826 door Dejean.

## Soorten
Het geslacht Pelophila omvat de volgende soorten:
- Pelophila borealis (Paykull, 1790)
- Pelophila rudis LeConte, 1863